# Cape Canaveral Space Force Museum

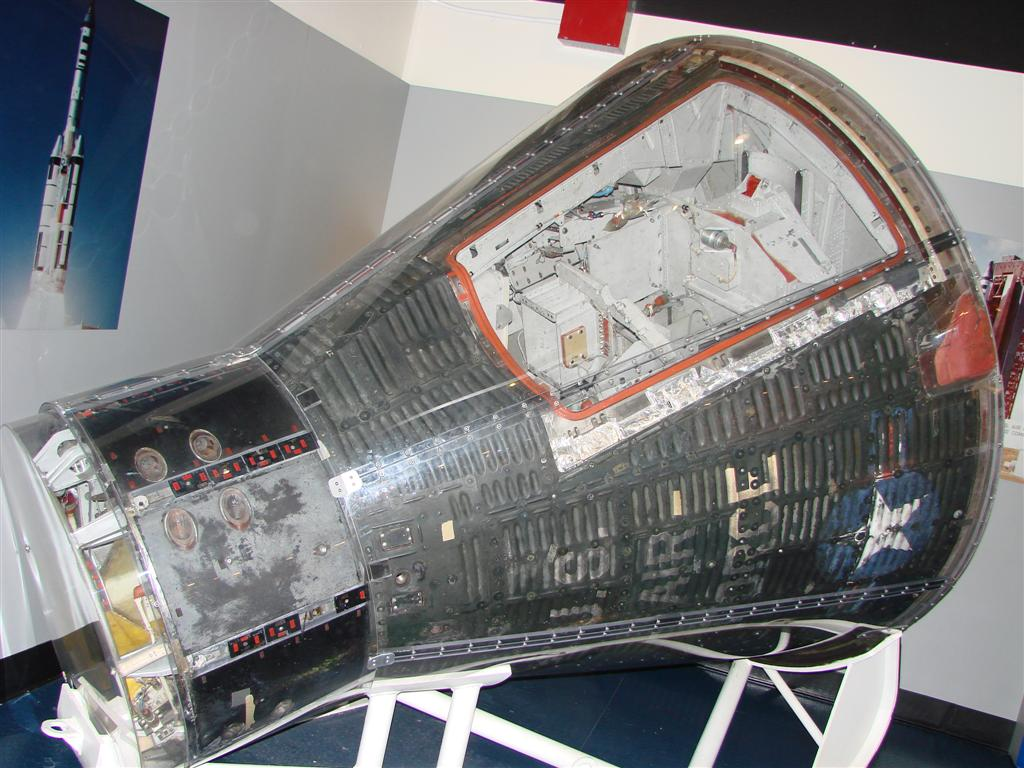
Gemini 2 capsule in het museum

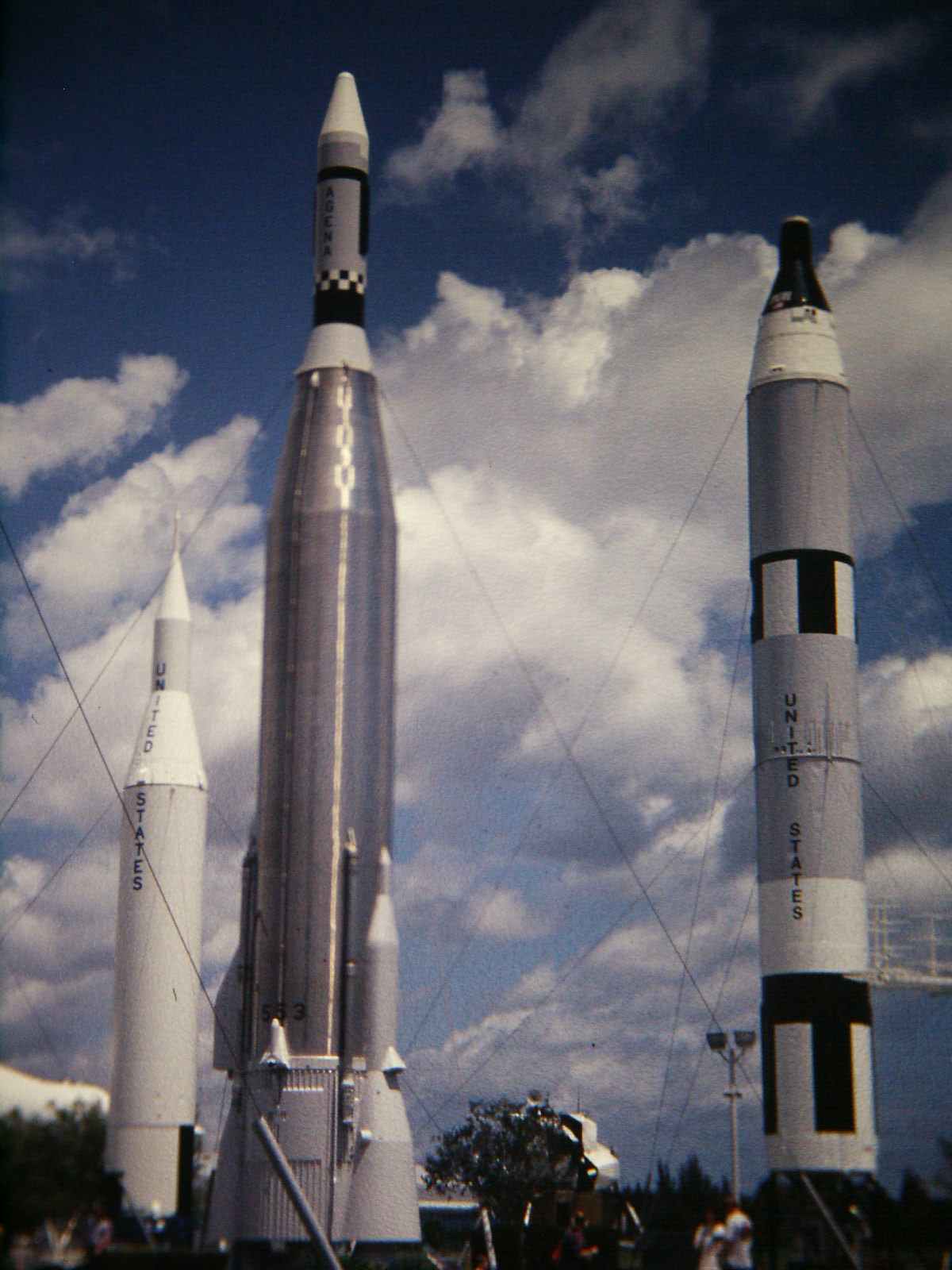

Het Cape Canaveral Space Force Museum (voorheen het Air Force Space and Missile Museum) is een museum bij Launch Complex 26 op Cape Canaveral Space Force Station, gelegen op Cape Canaveral op de oostkust van de Verenigde Staten in de staat Florida. Het bevat artefacten uit het vroege Amerikaanse ruimteprogramma en omvat een buitenruimte met raketten, raketten en aan de ruimte gerelateerde apparatuur die de ruimte- en raketgeschiedenis van de USAF, de Amerikaanse ruimtemacht en andere militaire takken beschrijft.

## Opening
Op 18 november 1963 beval generaal-majoor Leighton I. Davis, commandant van het Air Force Missile Test Center (AFMTC), zijn directeur van administratieve diensten om een commissie van officieren te vormen "met als doel begeleiding en assistentie te bieden bij de oprichting van een Air Force Space Museum op Cape Canaveral." Davis benoemde generaal Harry Sands de voorzitter van de commissie, majoor Robert White, die aan het hoofd stond van het Community Relations Office van de AFMTC, werd gekozen om te dienen als projectmanager voor de voorgestelde ruimtemusea. Het duurde drie jaar voor dat het United States Air Force Eastern Test Range Space Museum zijn officiële inwijding kreeg. De inventaris van het ruimtemuseum van raketten, neuskegels, capsules, lanceerapparatuur en tentoonstellingen was gewijd aan het bewaren van de herinnering aan "de pioniers van raketten en de ruimte wiens werk en visie de ogen van de mens van de aarde naar de sterren brachten".
Sinds de opening voor het publiek in 1966 heeft het United States Air Force Eastern Test Range Space Museum zoals het museum oorspronkelijk genoemd werd, miljoenen bezoekers kennis laten maken met de geschiedenis van raketten en ruimtevaart. Het kreeg achtereenvolgend de namen Air Force Space and Missile Museum, en in 2022 Cape Canaveral Space Force Museum.

## Collectie
Het museumterrein omvat onder meer twee aangrenzende lanceercomplexen, Lanceercomplex 26, met een tentoonstellingshal, en Lanceercomplex 5/6 en Hangar C.
Lanceercomplex 26 is de locatie van de eerste succesvolle lancering van een Amerikaanse satelliet, Explorer 1, in 1958 door het Amerikaanse leger. Beginnend met vroege Redstone-, Jupiter- en Juno-vluchten in 1957, organiseerde het 36 lanceringen tot de de-activering in 1963. Drie primaten, Gordo, Able en Miss Baker, werden hier in 1958 en 1959 gelanceerd, wat de weg vrijmaakte voor toekomstige bemande ruimtevluchten. Lanceercomplex 26 diende ook als de locatie van talloze Jupiter-lanceringen als onderdeel van het trainingsprogramma voor gevechtsbemanningen van de NAVO tot het begin van de jaren 1960.
Lanceercomplex 5/6 is de lanceerbasis voor de vroegste Project Mercury-missies en de lanceersystemen Redstone, Jupiter en Juno. Het was vanaf Pad 5 dat de eerste twee Amerikaanse astronauten, Alan Shepard en Gus Grissom, in het jaar 1961 de ruimte in werden gelanceerd. Het gerestaureerde interieur van dit complex maakt deel uit van de museumfaciliteiten en bevat veel originele apparatuur en artefacten die werden gebruikt bij de lancering van deze historische Mercury Redstone-ruimtevluchten.
Grenzend aan de bunker van lanceercomplex 26 beschikt de tentoonstellingshal van het museum over tal van ruimtegerelateerde displays. De tentoonstellingshal is een originele structuur voor Launch Complex 26. Het was een open parkeerzone met drie baaien die enige bescherming bood aan voertuigen en apparatuur die bij het complex geparkeerd stonden. De ruimtes in de hal herbergen een tentoonstelling over onder meer de V-2-raketmotor, de geschiedenis van het Banana River Naval Air Station, achtergrondinformatie over Titan-, Atlas- en Delta-raketten, een vroeg Polaris-onderzeeërmodel en een echte Flight Termination Console van het oude Range Control Center.
Hangar C is het oudste gebouw voor de assemblage van raketten op Cape Canaveral Space Force Station. JH Sapp Company voltooide de bouw van Hangar C (gebouw 1348) in juli 1953 voor een totale kostprijs van $ 307.554, slechts drie jaar na de eerste raket die vanaf Cape Canaveral werd gelanceerd. Het werd aangeduid als "Hangar C" omdat Hangars A en B eerder waren gebouwd op Patrick Space Force Base. De hangar bood na voltooiing 40.177 m² aan werkruimte.
Van 1953 tot 1956 was Hangar C het enige permanente raketassemblagegebouw op Cape Canaveral, totdat er extra hangars kwamen in het industriegebied. Als gevolg hiervan maakte bijna elk type langeafstandsraketprogramma van de luchtmacht op de Cape tussen die jaren gebruik van de hangar. Hangar C speelde ook een ondersteunende rol in de prestaties van Project Vanguard van de United States Navy, het eerste officiële satellietprogramma van het land en het tweede succesvolle Amerikaanse satellietprogramma na de Explorer-serie van het Amerikaanse leger. Het gebouw bleef tot 1994 functioneren als raketassemblagegebouw.
Hoewel gebouwd op dezelfde manier als andere hangars van de Amerikaanse luchtmacht, waren raketassemblagegebouwen zoals Hangar C anders geconfigureerd. Ze omvatten een open centrale ruimte, met laboratoria, werkplaatsen, opslagruimtes en kantoorruimtes aan de zijkanten. De complexiteit van de instrumentatie die nodig is voor de gespecialiseerde assemblage en het testen van raketten, zorgde er ook voor dat deze hangars een onderdeel waren van conventionele vliegtuighangars. Hangar C bevat nog steeds de bovenloopkranen van de Wright Company die tientallen jaren geleden werden gebruikt om raketten op te tillen en te manoeuvreren.
Wernher von Braun en zijn teams van het Army Ballistic Missile Agency (ABMA) waren de eersten die Hangar C gebruikten voor de assemblage en voorbereiding van raketten. Von Braun had naar verluidt een kantoor op de tweede verdieping. Toen kwam Northrop met hun Snark intercontinentale kruisvluchtwapen. Dan een consortium van Boeing en het Michigan Aeronautical Research Center met hun Bomarc luchtdoelraket met ramjet. Hangar C zag in de jaren 1950 ook Navaho-, Matador-, Mace- en Vanguard-programma's door zijn kamers gaan. Het tethered lighter than air (of TELTA) programma gebruikte Hangar C in de jaren 1980.
Voordat het Air Force Space & Missile Museum de ruimte in de jaren 2010 overnam, bezette SpaceX Hangar C en bouwde daar de Strongback voor lancering op hun Launch Complex 40-faciliteit. Nu zijn in de hangar ongeveer 30 raket- en raketrestauraties te bezichtigen. De restauraties maakten ooit deel uit van de Rocket Garden op Launch Complex 26. Hangar C is ook een populaire locatie voor militaire ceremonies en andere speciale evenementen. De aanliggende historische vuurtoren van Cape Canaveral is ook te bezichtigen.

## Toegankelijkheid
Het museum is toegankelijk voor het publiek als onderdeel van de "Cape Canaveral Early Space Tour" bustour die vier dagen per week betalend wordt aangeboden door en vertrekkend aan het Kennedy Space Center Visitor Complex in het Kennedy Space Center. De oude naam van het bezoek was de "Cape Canaveral: Then and Now Tour". De twee en een half uur durende tour omvat een rondleiding door het museum en stopt bij verschillende historische locaties.
Tot juni 2013 werden ook gratis rondleidingen in het museum aangeboden door het voormalige Air Force 45th Space Wing Community Relations-kantoor. De 45th Space Wing werd Space Launch Delta 45 in mei 2021 na de oprichting van de United States Space Force.
Rondleidingen en cadeauwinkels worden verzorgd door vrijwilligers. De United States Space Force Historical Foundation, Inc. verstrekt financiering voor het onderhoud van tentoonstellingen en museumactiviteiten. Het beheer van de gehele museumexploitatie is in handen van de museumdirecteur, een burgermedewerker van Space Launch Delta 45.
Het Sands Space History Center, het vroegere Air Force Space and Missile History Center, een uitbreiding van het museum, is zes dagen per week open voor het grote publiek. Het History Center bevindt zich net buiten de zuidelijke poort van Cape Canaveral Space Force Station. Dit deel van het museum wordt bemand door vrijwilligers. Parkeren en toegang is gratis.